# Facultad de Estudios Superiores Iztacala
La Facultad de Estudios Superiores Iztacala es una entidad académica de la Universidad Nacional Autónoma de México (UNAM), localizada en Tlalnepantla de Baz, Estado de México.
En abril de 2001, el Consejo Universitario de la UNAM aprobó la transformación de la Escuela Nacional de Estudios Profesionales (ENEP) Iztacala en Facultad de Estudios Superiores, para participar con programas de doctorado.

## Historia
La ENEP Iztacala fue acordada el 13 de noviembre de 1974, por el H. Consejo Universitario, y el 19 de marzo de 1975, inició sus actividades como Escuela Nacional de Estudios Profesionales (ENEP). Tiempo después, la institución cambió su nombre al de Facultad de Estudios Superiores Iztacala.
En noviembre de 2021, el consejo universitario aprobó por unanimidad la integración a la oferta de licenciatura la carrera en ecología.

## Directores
- Héctor Fernández Varela Mejía (1975-1983)
- Sergio Jara del Río (1983-1987)
- Arlette López Trujillo (1987-1995)
- Felipe Tirado Segura (1995-2003)
- Ramiro Jesús Sandoval (2003-2008)
- Sergio Chazaro Olvera (2008-2012)
- Patricia Dolores Dávila Aranda (2012-2020)
- María del Coro Arizmendi Arriaga (2020-presente)

## Oferta académica

### Licenciaturas
- Biología
- Ecología
- Enfermería
- Cirujano dentista
- Médico cirujano
- Optometría
- Psicología
- Psicología en línea

### Posgrado
- Posgrado en ciencias biológicas (maestría y doctorado)
- Posgrado en ciencias del mar y limnología] (maestría y doctorado)
- Posgrado en ciencias médicas, odontológicas y de la salud (maestría y doctorado)
- Posgrado en psicología] (maestría y doctorado)
- Doctorado en ciencias biomédicas
- Maestría en ciencias (neurobiología)
- Maestría en docencia para la educación media superior (MADEMS)
- Maestría en enfermería

### Especialidades
- Endoperiodontología
- Ortodoncia
- Estomatología pediátrica
- Enfermería nefrológica
- Enfermería industrial

## Resultados en el Examen Nacional de Aspirantes a Residencias Médicas
En el Examen Nacional para Aspirantes a Residencias Médicas (ENARM) 2023, la Facultad de Estudios Superiores (FES) Iztacala de la Universidad Nacional Autónoma de México (UNAM) mantuvo su presencia destacada a nivel nacional, con un total de 1,180 sustentantes. De estos, 538 fueron seleccionados para ingresar a una residencia médica, lo que representa una tasa de aceptación del 45.59 %. Los egresados de esta sede obtuvieron un promedio general de 56.26 puntos, ubicando a la FES Iztacala en el octavo lugar nacional por número absoluto de seleccionados. Estos resultados reflejan el compromiso académico de la institución y su capacidad para preparar médicos con un sólido desempeño clínico.